# Gamasomorpha rufa
Gamasomorpha rufa är en spindelart som beskrevs av Banks 1898. Gamasomorpha rufa ingår i släktet Gamasomorpha och familjen dansspindlar. Inga underarter finns listade i Catalogue of Life.